# Lijst van Zwitserse spoorwegmaatschappijen
Dit is een lijst van alle maatschappijen die treinen exploiteren op het netwerk van de Zwitserse spoorwegen. De lijst is gemaakt volgens het volgende stramien:
- Naam maatschappij (afkorting), lengte netwerk (spoorwijdte), eventuele opmerking.

Sommige maatschappijen hebben geen eigen infrastructuur maar exploiteren treinen over het netwerk van een andere maatschappij; deze worden in de lijst aangeduid met "geen eigen netwerk". Als een maatschappij meerdere namen hanteert staan de minder gebruikelijke namen cursief en wordt daar verwezen naar de meestgebruikte naam.
De grens tussen tram en trein is in Zwitserland niet duidelijk te stellen. Stadstrams en kabelspoorwegen (funiculaires) zijn in de lijst niet opgenomen, spoorlijnen met het karakter van een interlokale tram wel.

## A
- AAR Bus + Bahn (AAR), 32 km (1000 mm)
- Aare Seeland Mobil (ASm), 57 km (1000 mm)
- Aarau-Schöftland-Bahn (AS), 10 km (1000 mm) fuseerde in 1958 met de WTB tot WSB
- Aargauische Südbahn, 51,96 km (normaalspoor), fuseerde in 1902 met de Schweizerische Centralbahn (SCB) tot de Schweizerische Bundesbahnen (SBB)
- Ahaus Alstätter Eisenbahn AG (AAE), verhuurt goederenwagens
- Allaman-Aubonne-Gimei (AAB), 9,9 km (1000 mm), aan de Jurafusslinie Lausanne - Genève bovenleiding spanning 650V =, †1952
- Altstätten–Gais-Bahn (AG), 7,8 km (1000 mm), fuseerde in 1949 met de SGA
- Appenzell–Weissbad–Wasserauen-Bahn (AWW), 6 km (1000 mm), fuseerde in 1947 met de AB
- Appenzeller Bahn (AB), 31 km (1000 mm)
- Appenzeller Bahnen (AB), 46 km (1000 mm)
- Appenzeller Bahnen (2006) (AB), 62 km (1000 mm)
- Appenzeller-Strassenbahn-Gesellschaft (ASt), 20 km (1000 mm) vernoemd in Elektrische Bahn Sankt Gallen-Gais-Appenzell
- Arosa-bahn (ChA), 26 km (1000 mm) fuseerde in 1950 met de RhB

## B
- Basler Verbindungsbahn, 4,7 km (normaalspoor)
- Baselland Transport (BLT), 16 km (1000 mm), daarnaast trams in Bazel
- BDWM Transport (BDWM), 16 km (normaalspoor) / 19 km (1000 mm)
- Bergbahn Lauterbrunnen-Mürren (BLM), 4 km (1000 mm), onderdeel Jungfraubahn Holding
- Bergbahn Rheineck-Walzenhausen (RhW), 2 km (1200 mm), voormalig funiculaire; samenwerking met Rorschach-Heiden-Bergbahn, nu onderdeel van Appenzeller Bahnen (AB)
- Bern-Luzern-Bahn (BLB), (normaalspoor), overgenomen door de Jura-Bern-Luzern-Bahn
- Bern-Muri-Gümlingen-Worb-Bahn (BMGWB), 11 km, later Bern-Muri-Worb-Bahn (BWB)
- Bern-Neuenburg-Bahn (BN), 42 km (normaalspoor), fuseerde met (BLS)
- Bern-Schwarzenburg-Bahn (BSB), (normaalspoor), fuseerde met (GBS)
- Bern-Zollikofen-Bahn (BZB), 6 km (1000 mm)
- Berner Alpenbahngesellschaft (BLS), 74 km (normaalspoor)
- Berner Oberland Bahn (BOB), 24 km (1000 mm) / 7 km (800 mm), samenwerking Jungfraubahn Holding
- Bernina-Bahn, 60 km (1000 mm) fuseerde met de RhB in 1950
- Bellinzona-Mesocco-Bahn, 31,3 km (1000 mm) fuseerde met de RhB in 1942
- Biel-Täuffelen-Ins-Bahn (BTI), 21 km (1000 mm), nu Aare Seeland mobiel AG (ASm)
- BLS AG (BLS), 248 km (normaalspoor)
- Bödelibahn (BB), 8,4 km (normaalspoor) overgenomen door: Thunerseebahn (TSB)
- Bodensee-Toggenburg-Bahn (BT), 58,7 km (normaalspoor)
- Brienz-Rothorn-Bahn (BRB), 8 km (800 mm), niet geëlektrificeerd
- Brig-Furka-Disentis-Bahn (BFD), na faillissement voortgezet als Furka-Oberalp-Bahn (FO)
- Brig-Visp-Zermatt-Bahn (BVZ) door fusie met (FO) verder als Matterhorn Gotthard Bahn
- Brünigbahn, voormalig SBB Brünigbahn, 74 km (1000 mm), nu: Zentralbahn
- Brunnen-Morschach-Bahn (BrMB) 2,0 km (1000 mm)
- Burgdorf-Thun-Bahn (BTB), 40 km (normaalspoor), fuseerde met de Emmentalbahn (EB) en gingen verder als Emmental-Burgdorf-Thun-Bahn (EBT).

## C
- Centralbahn AG, geen eigen net, biedt eigen rijtuigen en tractie aan.
- Cie des Transports en Commun de Neuchâtel et Environs (TN), smalspoor
- Cisalpino AG (CIS), geen eigen netwerk, was tot 2009 dochter SBB en Italiaanse spoorwegen.
- Chemin de fer Bière-Apples-Morges (BAM), 32 km (1000 mm), vernoemd in MBC
- Chemins de fer de la Suisse Occidentale (SO), (normaalspoor), aangeduid als Suisse Occidentale, Fuseerde tot Suisse Occidentale-Simplon (SOS)
- Chemins de fer électriques Veveysans (CEV), 24,5 km (1000 mm), nu MVR
- Chemins de fer Gruyère–Fribourg–Morat (GFM), 48 km (normaalspoor en 1000 mm)
- Chemin de fer Châtel–Bulle–Montbovon (CBM), 6,8 km (1000 mm), 23 km (1000 mm)* Chemin de fer Châtel–Palézieux (CP), 36,7 km (1000 mm), nu Transports publics Fribourgeois (TPF)
- Chemin de fer Fribourg–Morat (FM)), 22,2 km (normaalspoor)
- Chemin de fer Fribourg–Morat–Anet (FMA), 32,2km (normaalspoor)
- Chemin de fer Lausanne-Echallens-Bercher (LEB), 23 km (1000 mm)
- Chemin de fer Martigny–Châtelard (MC), 18,4 km (1000 mm), nu Transports de Martigny et Régions (TMR)
- Chemin de fer Martigny–Orsières (MO), 25,4 km (normaalspoor), nu Transports de Martigny et Régions (TMR)
- Chemin de fer Nyon-St.-Cergue-Morez (NStCM), 27 km (1000 mm)
- Chemin de fer Orbe-Chavornay (OC), 4 km (normaalspoor)
- Chemin de fer Pont-Brassus (PBr), 13,2 km (normaalspoor), overgenomen door de TRAVYS
- Chemin de fer Yverdon-Ste-Croix (YSteC), 24,2 km (1000 mm), overgenomen door de TRAVYS
- Chemins de Fer Fédéraux Suisses (CFF), zie Zwitserse federale spoorwegen
- Chemins de fer du Jura (CJ), 10 km (normaalspoor), 74 km (smalspoor)
- Chemin de fer Jura-Simplon (JS), 937 km (normaalspoor), overgenomen door de SBB
- Chemins de fer Montreux-Oberland Bernois (MOB), 75 km (1000 mm)
- Chemin de fer Vevery-Chexbres (VCh), 7,83 km (normaalspoor), verhuurd aan de SBB
- Chur-Arosa-Bahn (ChA), 26 km (1000 mm) fuseerde in 1950 met de RhB.
- Compagnie Franco-Suisse (FS), 36,09 km (normaalspoor), overgenomen door Chemins de fer de la Suisse Occidentale (SO)
- Crossrail AG, geen eigen net, goederenvervoeder samen met de Belgische particuliere railgoederenvervoerder CrossRail Benelux NV.

## D
- Dampfbahn Furka-Bergstrecke (DFB), 12,8 km (1000 mm), historische spoorlijn tussen Realp en Gletsch
- Dolderbahn, 1 km (1000 mm), voormalige Kabelspoorlijn.
- Deutsche Bahn (DB), normaalspoor, in een deel van Bazel
- DB Schenker Rail Schweiz GmbH sinds op 16 februari 2009, voorheen Railion Schweiz GmbH

## E
- Elektrische Schmalspurbahn Solothurn–Bern (ESB), 33,6 km (1000 mm), later Solothurn–Zollikofen–Bern-Bahn (SZB)
- Emmentalbahn (EB), (normaalspoor), fuseerde met de Burgdorf–Thun-Bahn (BTB) en gingen verder als Emmental-Burgdorf-Thun-Bahn (EBT).
- Emmental-Burgdorf-Thun-Bahn (EBT), (normaalspoor),
- Erlenbach-Zweisimmen-Bahn (EZB), 23,0 km (normaalspoor), fuseerde met (SEB) verder onder (SEZ)

## F
- Ferrovia Monte Generoso (MG), 9 km (800 mm)
- Ferrovia Retica (RhB), zie: Rhätische Bahn
- Ferrovia Bellinzona-Mesocco, 31,3 km (1000 mm) fuseerde met de RhB in 1942
- Ferrovie Autolinee Regionali Ticinesi (FART), 20 km (1000 mm), werkt samen met Italiaanse SSIF
- Ferrovie Federali Svizzere (FFS), zie Zwitserse federale spoorwegen
- Ferrovie Lugano-Ponte Tresa (FLP), 12 km (1000 mm)
- Forchbahn (FB), 17 km (1000 mm), interlokale tram
- Frauenfeld-Wil-Bahn (FW), 17 km (1000 mm)
- Furka-Oberalp-Bahn (FO), door fusie met (BVZ) verder als Matterhorn Gotthard Bahn

## G
- Glad-Bergnins (GB), 3,7 km (1000 mm), aan de Jurafusslinie tussen Lausanne en Genève bovenleiding spanning 750V =, †1954
- Gornergratbahn (GGB), 9 km (1000 mm), samenwerking met MGB
- Gotthardbahn (GB), 209 km (normaalspoor), genationaliseerd, door SBB geëxploiteerd
- Gruyère-Fribourg-Morat (GFM), 48 km (1000 mm en normaalspoor), nu Transports publics Fribourgeois (TPF)
- Gürbetal-Bern-Schwarzenburg-Bahn (GBS), 34,3 km (normaalspoor), fuseerde met (BLS)
- Gürbetalbahn (GTB), (normaalspoor), fuseerde met (GBS)

## H
- Heitersberglinie Spoorlijn tussen de stations Killwangen en Aarau aan de Ost-West-traject tussen Zürich en Bern via de Heitersberg-Eisenbahntunnel.
- Huttwil-Wolhusen-Bahn (HWB), (normaalspoor),

## J
- Jungfraubahn (JB), 9 km (1000 mm), eigendom Jungfraubahn Holding
- Jura bernois (JB), .. km (normaalspoor), overgenomen door de
- Jura-Bern-Luzern-Bahn, (normaalspoor), overgenomen door de JS
- Jura-Simplon-Bahn (JS), 937 km (normaalspoor), overgenomen door de SBB
- Jura-Neuchâtelois (JN), 38 km (normaalspoor), overgenomen door de SBB

## L
- Landquart–Davos AG (LD), 25 km (1000 mm), nu: RhB
- Langenthal-Huttwil-Bahn (LHB), (normaalspoor)
- Langenthal-Jura-Bahn (LJB)), 19,1 km (1000 mm), nu: ASm
- Langenthal-Melchnau-Bahn (LMB), 12,1 km (1000 mm), nu: ASm
- Lausanne-Gare SBB (LG), 0,5 km (normaalspoor), tandradspoorweg die dienstdeed als metro
- Lausanne-Ouchy (LO), 2 km (normaalspoor), tandradspoorweg die dienstdeed als metro
- Ferrovia Locarno–Ponte Brolla–Bignasco (LPB), 25 km (1000 mm), opgebroken
- Luzern-Stans-Engelbergbahn (LSE), 25 km (1000 mm), nu: Zentralbahn
- Lokoop geen eigen net, (normaalspoor), opgericht door Mittelthurgaubahn (MThB) en Schweizerische Südostbahn (SOB) na faillissement opgeheven
- Leuk-Leukerbad Bahn (LLB), 10,2 km (1000 mm)

## M
- Matterhorn Gotthard Bahn (MGB), 144 km (1000 mm)
- Misoxerbahn (BM), 31,3 km (1000 mm) fuseerde met de RhB in 1942
- Meiringen-Innertkirchen-Bahn (MIB), 5 km (1000 mm), onderdeel van energiemaatschappij Kraftwerk Oberhasli
- Mittelthurgaubahn (MThB), 40 km (normaalspoor), exploiteert ook vervoer in Duitsland, deels na faillissement voortgezet door Thurbo een dochter van de SBB
- Montreux-Berner Oberland-Bahn (MOB), 75 km (1000mm)
- Münster-Lengnau-Bahn (MLB), 13 km (normaalspoor), onderdeel van Berner Alpenbahngesellschaft BLS

## N
- Neuenburger Jurabahn, 38 km (normaalspoor), overgenomen door de SBB
- Nyon-Crassier (NC), 9,2 km (normaalspoor), aan de Jurafusslinie Lausanne - Genève geen bovenleiding, †1962

## O
- Oensingen-Balsthal-Bahn AG (OeBB), 4 km (normaalspoor)

## P
- Pilatusbahn (PB), 4 km (800 mm)
- Pont-Vallorbe-Bahn fuseerde met Suisse Occidentale-Simplon (SOS) en gingen verder onder de naam Jura-Simplon-Bahn, Chemin de fer Jura-Simplon (JS)

## R
- Railion Schweiz GmbH op 16 februari 2009 veranderd in DB Schenker Rail Schweiz GmbH
- Ramsei-Sumiswald-Huttwil-Bahn (RSHB), (normaalspoor)
- Regionalverkehr Bern-Solothurn (RBS), 56 km (1000 mm), later Vereinigten Bern-Worb-Bahnen (VBW)
- Regionalverkehr Mittelland (RM), 163 km (normaalspoor)
- Rhätische Bahn (RhB), 394 km (1000 mm)
- Rigi-Bahnen (RB), 16 km (normaalspoor)
- Rolle-Gimei (RG), 10,5 km (1000 mm), aan de Jurafusslinie tussen Lausanne en Genève bovenleiding spanning 650V =, †1938
- Rorschach-Heiden-Bergbahn (RHB), 7 km (tandradbaan-normaalspoor), nu onderdeel van Appenzeller Bahnen (AB)

## S
- S-Bahnen in Zwitserland.
- Säntis-Bahn (SB), 6 km (1000 mm), fuseerde in 1947 met de AB
- Schynige Platte-Bahn (SPB), 7,3 km (800 mm) overgenomen door Berner Oberland-Bahnen (BOB)
- Schweizerische Seethalbahn-Gesellschaft (SThB), 54,2 km (normaalspoor), overgenomen door de SBB
- Schweizerische Bundesbahnen (SBB), zie Zwitserse federale spoorwegen
- Schweizerische Centralbahn (SCB), (normaalspoor)
- Schweizerische Gesellschaft für Localbahnen (SGB of SGL), 60 km (1000 mm), voorganger van Appenzeller Bahnen (AB)
- Schweizerische Nationalbahn (SNB), (normaalspoor)
- Schweizerische Nordostbahn (NOB), (normaalspoor)
- Schweizerische Südostbahn (SOB), 119 km (normaalspoor)
- Schöllenenbahn (SchB),  3,7 km (1000 mm), nu Matterhorn Gotthard Bahn (MGB)
- Seeländische Lokalbahnen (SLB), 21 km (1000 mm), nu Aare Seeland mobiel AG (ASm)
- Sernftalbahn (SeTB), 14,0 km (1000 mm) tot 1969, opgebroken
- Sihltal-Zürich-Uetliberg-Bahn (SZU), 29 km (normaalspoor)
- Solothurn-Münster-Bahn (SMB), (normaalspoor)
- Solothurn-Niederbipp-Bahn (SNB), 14,5 km (1000 mm), nu: ASm
- Solothurn–Zollikofen–Bern-Bahn (SZB), 33,6 km (1000 mm), later Vereinigten Bern-Worb-Bahnen (VBW)
- Spanisch Brötli Bahn, voormalig spoorwegmaatschappij overgenomen door Schweizerische Nordostbahn (NOB)
- Spiez-Erlenbach-Bahn (SEB), 11,2 km (normaalspoor), fuseerde met (EZB) verder onder (SEZ)
- Spiez-Erlenbach-Zweisimmen-Bahn (SEZ) 31,8 km (normaalspoor), overgenomen door BLS
- Spiez-Frutigen-Bahn, 13,5 km (normaalspoor), overgenomen door de BLS
- Stansstad-Engelberg-Bahn (StEB), 21 km (1000 mm), daarna verder als Luzern-Stans-Engelbergbahn (LSE)
- St. Gallen–Gais–Appenzell, 20 km (1000 mm)
- Suisse Occidentale (SO), (normaalspoor), Fuseerde tot Suisse Occidentale-Simplon (SOS)
- Suisse Occidentale-Simplon (SOS) fuseerde met Pont-Vallorbe-Bahn en gingen verder onder de naam Jura-Simplon-Bahn, Chemin de fer Jura-Simplon (JS)
- Sursee-Triengen-Bahn (ST), 9 km (normaalspoor), niet geëlektrificeerd, alleen goederen
- Südostbahn (SOB), 64 km (normaalspoor), fuseerde met BT tot SOB

## T
- Thunerseebahn (TSB), 31 km (normaalspoor), overgenomen door BLS
- Trains Touristiques d'Emosson (TTE), toeristisch treintje(600 mm) en funiculaire
- Tramway Lausannois (TL), normaalspoor, interlokale tram
- Transport Montreux-Vevey-Riviera, 10 km (1000 mm) / 10 km (800 mm)
- Transports de la région Morges–Bière–Cossonay (MBC), 32 km (1000 mm)
- Transports de Martigny et Régions (TMR), 26 km (normaalspoor) / 21 km (1000 mm)
- Transports Publics du Chablais (TPC), 70 km (1000 mm)
- Transports Publics Fribourgeois (TPF), 50 km (normaalspoor) / 48 km (1000 mm)
- Transports Régionaux Neuchâtelois (TRN), 14 km (normaalspoor) / 20 km (1000 mm)
- Transport Vallée de Joux, Yverdon-les-Bains, Ste. Croix (TRAVYS), 13 km (normaalspoor) / 24 km (1000 mm)
- Trogenerbahn, 10 km (1000 mm), interlokale tram
- Thurbo, 590 km (normaalspoor), dochter van de SBB
- Tösstalbahn, 39 km (normaalspoor), overgenomen door Vereinigten Schweizerbahnen (VSB)

## V
- Vereinigten Bern-Worb-Bahnen (VBW), 56 km (1000 mm), later Regionalverkehr Bern-Solothurn (RBS)
- Vereinigte Huttwil-Bahnen (VHB), (normaalspoor), ontstaan uit fusie tussen (LHB), (HWB) en (RSHB)
- Vereinigte Schweizerbahnen (VSB), op 1 juli 1902 overgenomen door Schweizerische Bundesbahnen (SBB)
- Visp-Zermatt-Bahn (VZ), later Brig-Visp-Zermatt-Bahn (BVZ)
- Viafier Retica (RhB), zie Rhätische Bahn
- viafers federalas svizras (VFF), zie Zwitserse federale spoorwegen

## W
- Waldenburgerbahn (WB), 13 km (750 mm)
- Wald-Rüti-Bahn (WR), 6 km (normaalspoor), overgenomen door Vereinigten Schweizerbahnen (VSB)
- Wädenswil-Einsiedeln-Bahn (WE), 16,6 km (normaalspoor), gefuseerd met Südostbahn (SOB)
- Wengernalpbahn (WAB), 19 km (800 mm), onderdeel Jungfraubahn Holding
- Worblentalbahn (WT), 11,0 km, (1000 mm) onderdeel Regionalverkehr Bern-Solothurn (RBS)
- Wynentalbahn (WTB), 22 km (1000 mm) fuseerde in 1958 met de AS tot WSB
- Wynental en Suhrentalbahn (WSB), 32 km (1000 mm)

## Z
- Zentralbahn (ZB), 99 km (1000 mm)
- Zwitserse federale spoorwegen, 3069 km (normaalspoor) / 74 km (1000 mm), staatspoorwegen
- Zürichsee-Gotthardbahn (ZGB), 4 km (normaalspoor), gefuseerd met Südostbahn (SOB)
- Zürich-Zug-Luzern-Bahn (ZZL), 95 km (normaalspoor), overgenomen door Schweizerische Bundesbahnen (SBB)
- Zürich-Bodenseebahn, km (normaalspoor), overgenomen door Schweizerische Nordostbahn (NOB)